# Ожогин, Андрей Матвеевич
Андрей Матвеевич Ожогин (1910—1949) — подполковник Советской Армии, участник Великой Отечественной войны, Герой Советского Союза (1945).

## Биография
Андрей Ожогин родился 19 ноября 1910 года в деревне Жихаревка (ныне — Сасовский район Рязанской области). В 1929 году он окончил Московский электромашиностроительный техникум. В октябре 1932 года Ожогин был призван на службу в Рабоче-крестьянскую Красную Армию. В 1934 году он окончил курсы красных командиров. Участвовал в боях советско-финской войны. С начала Великой Отечественной войны — на её фронтах. В боях четыре раза был ранен. В 1943 году Ожогин окончил курсы «Выстрел».
К апрелю 1945 года подполковник Андрей Ожогин командовал 988-м стрелковым полком (230-й стрелковой дивизии, 9-го стрелкового корпуса, 5-й ударной армии, 1-го Белорусского фронта). Отличился во время Берлинской операции. 20 апреля полк Ожогина успешно прорвал вражескую оборону в пригороде Берлина и разгромил немецкие части в районе Карлсхорста. Выйдя к Шпрее, полк переправился через неё и захватил плацдарм на её берегу. Войдя в Берлин 23 апреля, полк Ожогина принял активное участие в очистке городских кварталов.
Указом Президиума Верховного Совета СССР от 31 мая 1945 года за «образцовое выполнение боевых заданий командования на фронте борьбы с немецкими захватчиками и проявленные при этом мужество и героизм» подполковник Андрей Ожогин был удостоен высокого звания Героя Советского Союза с вручением ордена Ленина и медали «Золотая Звезда» за номером 6711.
После окончания войны продолжил службу в Советской Армии. Погиб в автокатастрофе 20 июля 1949 года. Похоронен на Пятницком кладбище Москвы.
Был также награждён двумя орденами Красного Знамени, орденом Красной Звезды и рядом медалей.